# Ludwik II Wittelsbach (Pfalz-Zweibrücken)
Ludwik Wittelsbach (ur. 14 września 1502 w Zweibrücken, zm. 3 grudnia 1532 tamże) – palatyn i książę Palatynatu–Zweibrücken.
Syn księcia Aleksandra i Małgorzaty Hohenlohe-Waldenburg-Neuenstein.
Jego ojciec zmarł gdy Ludwik miał 12 lat. Wychowywany był przez Jana Badera. Jego rządy przypadły na czas reformacji. Nie zdecydował się na uwolnienie swojego wuja księcia Kacpra Wittelsbacha z więzienia, prawowitego następcy Ludwika I Wittelsbacha. W trakcie Sejmu w Wormacji stał po stronie Marcina Lutra.
16 października 1525 ożenił się z Elżbietą Heską, córką landgrafa Dolnej Hesji Wilhelma I (1466-1515) i Anny Brunszwickiej (1460–1520). Para miała dwójkę dzieci:
- Wolfganga (1526-1569) – hrabiego palatyna i księcia Palatynatu-Zweibrücken
- Krystynę (1528-1534)

Ludwik zmarł na gruźlicę, został pochowany w Zweibrücken. Ze względu na niepełnoletniość księcia Wolfganga regencję w księstwie sprawował młodszy brat Ludwika, książę Ruprecht.  